# Fallout BROTHERHOOD OF STEEL
『Fallout BROTHERHOOD OF STEEL』（フォールアウト ブラザーフッド・オブ・スティール、FBOS）は、Interplay Entertainmentが開発および発売した、核戦争後の荒廃した世界を舞台にしたFallout シリーズのスピンオフとなるアクションロールプレイングゲーム。2004年にPlayStation 2とXboxの2機種で発売。PS2版は2005年4月28日に日本でも発売された。
同じInterplayが開発した、バルダーズゲート ダークアライアンスおよびChampions of Norrathのゲームエンジンを流用している。そのため、ゲームシステムにおいて、キャラクターの会話の選択によって変化するクエスト内容や、武具や防具の装備、スキルやインポートシステムなど、いくつか共通点が見られる。敵を倒すことによってスキルメーターが少しずつ増え、ある程度溜まるとスキル能力を獲得するためのポイントを入手出来る。
ゲームは第1章「カーボン」、第2章「ロサンゼルス」、第3章「秘密のvault」の全3章のゾーンにそって与えられたクエストをこなして進んでいく。
キルスウィッチ・エンゲイジ、セルドウェラー、Skinlab、メシュガー、デヴィン・タウンゼンドと言ったヘヴィメタルバンドがゲームのサウンドトラックを担当している。
ヘッドフォンやテレビの音響器具が破損しかねない音バグが存在している。

## ストーリー
西暦2077年、核戦争によって人類の文明は崩壊した。僅かに生き残った人間は、放射能で汚染された地上で生き残った者と、政府が建てた地下シェルター「Vault」に避難した者達とに分かれ何とか生きていた。しかし、無法者達による略奪や放射能により、突然変異で生まれた危険な生物やグール、人類が生み出した強制進化ウイルス（FEV）から生まれた凶暴な生物などが、生き残った者達に脅威となっていた。地下シェルターの地下室で科学者達が兵士を実験台に変異ウイルスを完成させ、変異軍が誕生した。そのことを知った一部の兵士達がそれを食い止めるべく、ブラザーフッド・オブ・スティール（BROTHERHOOD OF STEEL、BOS）を結成した。2088年テキサス州カーボン市。ブラザーフッド・オブ・スティールの一員であるサイラス、ナディア、ケインの3人は行方不明になった仲間を探すため捜索に出た。町の住民から依頼を受けながら、カーボンを襲う、レイダーと呼ばれる無法者集団と闘う。レイダーのボス・ジェーンを倒した後、仲間がロサンゼルスで変異軍を追ったと聞いた主人公は、地下シェルター「Vault 13」から来た老人からロスの行き方の地図を貰い、ロスに向かった。
ロサンゼルスはグールが住む荒廃した街。ロスにあるドッグにたどり着いた、主人公はそこで暮らすグール達（ギース、ハロルド、サリエリ）から、仲間や変異軍について情報を集めようと聞き込みをする。ロスではカルト教団"失われた教会"（ロスト・ザ・チャーチ）が支配していることを知った。主人公は信者のグールがいる波止場に向かった。仲間は殺され、唯一生き残り、秘密のVaultを崇拝し、人間を敵視してる、ブレークと言う名の教団の司教から、拷問されていたパラディンのランパスを発見する。ランパスと部下の兵士達はロスで失われた教会が秘密のvaultの鍵を持っていることを知り、秘密のvaultの鍵を盗むものの捕まり、ランパスは鍵を隠したので、ブレーク司教から拷問されていたのであった。主人公はブレークを倒し、ランパスを開放し、ランパスと共に鍵の在り処へ向かった。しかし、鍵の在り処へ辿り着いた時、グールの自爆攻撃で、ランパス
が死んでしまう。主人公は地下シェルターへの通路があるロス市内のTV局の倉庫へ向かい、グールや変異軍や巨大蜘蛛を倒して進む。やがてシェルターの秘密のvaultの扉を見つけ、内部に侵入し、支配を企む変異軍のリーダー・アッティス将軍と戦う。しかし戦闘中、主人公はアッティス将軍の部下の不意打ちで片腕を失い、瀕死の状態で気絶してしまう。アッティスは死んだと思い込みその場から去る。主人公は廃墟の研究室エリアで、秘密のvaultの住民であるメアリーと言う少女に助けられ、秘密のvaultの科学者の生き残りの人達が暮らす住居エリアに連れて行かれる。治療で腕も再生し、助けられた主人公は、住居エリアに侵攻して来た変異軍と戦いながら秘密のvaultから脱出する。

## 登場キャラクター
サイラス（Cyrus）
主人公の男性。幼い頃、変異軍に故郷を破壊されたため、ブラザーフッド・オブ・スティールに入隊した。3人の中で最も強靭な肉体に恵まれており、大きく重い武器も振り回すことが出来る。開発中止となった続編Fallout BROTHERHOOD OF STEEL 2ではパラディンとなっており、マクサス（Maxus）と言う息子がいると言う設定であった。
ナディア（Nadia）
主人公の女性。かつては荒れた都会で路上生活をしていた孤児だった。ブラザーフッド・オブ・スティールが悪者を倒し、貧民に食料を分け与えている姿を見て入隊を決意した。3人の中で最もスピードがある。
ケイン（Cain）
主人公の一人でグール。ネクロポリスのセス軍の傭兵だったが、ネクロポリスが変異軍に破壊されたため、ブラザーフッド・オブ・スティールに入隊した。放射能に対する抵抗力を持っており、スキル能力で放射能に触れると自体を治療することが出来る。
パティ（Patty）
秘密のvaultの住民でセキュリティ警備長を担当をしていた女性。第1章をクリアするとプレイヤーとして使用可能。
ランパス（Rhombus）
ブラザーフッド・オブ・スティールのパラディン。ロスで部下達と、秘密のvaultを崇拝するグールのカルト教団"失われた教会"（ロスト・ザ・チャーチ）から秘密のvaultの鍵を盗むが、見つかって捕まってしまう。鍵を隠したため、鍵の在り処を求めて、司教のブレークに拷問される。主人公に助けられるが、グールの自爆で重傷を負う。第2章をクリアするとプレイヤーとして使用可能。
シェルター住民（Vault Dweller）
地下シェルター「Vault 13」出身の旅人。カーボンに居た謎の老人の男だが、Falloutの主人公である。プレイヤーがブラザーフッド・オブ・スティールの仲間を探すため、ロスの行き方の地図を提供してくれる。全3章クリアするとプレイヤーとして使用可能。
アームピット（Armpit）
カーボンにある唯一のバーのバーテンダー。本名はアーノルドだが、アームピットと呼ばれている。カーボンがレイダーに襲われた時、焼き殺された。
ルビー（Ruby）
カーボンのエンターテイナー（売春婦）。金を払うと性的なサービスをしてくれる。プッシーと名付けた猫を飼っていたが、レイダー一味に殺されてしまう。
リチャード市長（Richard）
カーボン市の市長。悪人ではないが、町を守るためなら手段を選ばない人物。しかし、レイダーがカーボンを襲った時、住民達を裏切り、レイダー一味と金で取引して町を差し出そうとした。
ビィディヤ（Vidya）
カーボンで唯一まともな人物。女医として多くの住民を助ける。以前は秘密のvaultの"黙示録の使徒"として働いていた。
ジェッシー（Jesse）
片腕がない、商売人の老人。アイスクリーム売りの荷台で、武器やアイテム類を売ってくれる。
メアリー（Mary）
秘密のvaultの住民の少女。秘密のvaultに辿りついた主人公を助ける。
チン・ツン（Ching Tsun）
秘密のvaultで武器を製造したり修理しているアジア系の男。
ケリックス（CALIX）
チン・ツンの研究部屋にある人工知能を備えたコンピュータ。
デュボワ（Dubois）
秘密のvaultの研究者およびリーダー。クリーチャーの母親デス・クローに食い殺される。
ジェーン（Jane）
カーボン市を襲ったレイダーの女リーダー。セクシーな美女だが、根っからの悪で、主人公の体の良い部分を切り刻んで玩具にしようとするなど、サディスト的な面を持つ。アッティス率いる変異軍と取引をして同盟を結んでいた。
アッティス（Attis）
変異軍の将軍にして最終ボス。スーパーミュータント。人間を滅ぼし世の支配のため、研究室がある秘密のvaultを支配しようと企んでいた。
ブレーク（Blake）
ロスで秘密のvaultを崇拝するカルト教団「失われた教会（ロスト・ザ・チャーチ）」の司教のグール。かつては秘密のvaultでセキュリティ警備長を勤めていたが、vaultの科学者達と戦いになり、彼は役員達とvaultのガーデンに科学者達を閉じ込めた。彼と役員達は地上でグールとなったため、人間を憎み、大勢の人間を牢に入れていた。秘密のvaultの鍵の盗んだランパスを拷問していたが、主人公に倒される。
ハロルド（Harold）
ロスのドックに暮らすグール。FEVウイルスにより、片目や片手など体の一部を失っていた。カーボンのエンターテイナー、ルビーと肉体関係を持っていたこともある。Falloutにも登場し、Fallout2では頭に枝が生えた状態で登場し、Fallout3では木として登場している。
ギース（Giese）
ロスのドックに暮らすグール。ジャンク部品から武器などを造ってくれる。第3次世界大戦前はロボット工学出身で、シェルター企業元で地下シェルターの建設で働いていた。
サリエリ（Salieri）
ロスのドックで商売をしているグール。ヒロニマスとは双子の兄弟だが、商売の競争相手でもあるため、主人公に爆弾を届けさせ、彼を抹殺しようとしている。
ヒロニマス（Hieronymous）
ロスで商売をしているグール。サリエリの双子の兄。武器などアイテム類を売ってくれるほか、闘技場での闘いを提供し、参加して敵を倒すと報酬をくれる。

## 続編
続編である『Fallout BROTHERHOOD OF STEEL 2』がPlayStation 2とXbox向けに開発されていたが、2004年に開発中止となった。ジャンルはアクションロールプレイング要素を持つTPSだったが、FBOSの販売不振によって開発はキャンセルになった。2009年3月11日、『Fallout』の開発者だったBrian Freyermuthによって書かれた、本作の人物や舞台の設定資料がネットに流出した。